# Les Granges Brûlées
Les Granges Brûlées (Los Graneros Quemados) es un álbum grabado en 1973 compuesto y producido por Jean Michel Jarre, su estilo es de música electrónica, fue compuesto para el Soundtrack del film francés Les Granges Brûlées, producida el mismo año, dirigida por Jean Chapot , protagonizada por Alain Delon y Simone Signoret. 
No obstante ser un álbum soundtrack, oficialmente se le considera dentro de la discografía de Jean Michel Jarre como su segundo álbum de estudio después de Deserted Palace, y parte de sus primeros trabajos previos al álbum Oxygène (con el que se consagraría posteriormente). El tema "La Perquisition et les Paysans" es considerado una versión previa de la melodía Third Rendez-Vous lanzada en 1986 en el álbum Rendez-Vous de Jarre.
El álbum fue publicado con el sello Discográfico Eden Roc en Francia y Canadá en 1973. Posteriormente en 2003, el álbum fue remasterizado y publicado en CD por la compañía discográfica Disques Dreyfus, la cual publicó la gran mayoría de las producciones musicales de Jarre a lo largo de su trayectoria.

## Listado de Canciones
| Lado A |                                  |       |          |  |
| N.º    | Título                           | Autor | Duración |  |
| 1.     | «La Chanson Des Granges Brûlées» | Jarre | 2:46     |  |
| 2.     | «Le Pays De Rose»                | Jarre | 2:05     |  |
| 3.     | «L'Hélicoptère»                  | Jarre | 1:30     |  |
| 4.     | «Une Morte Dans La Neige»        | Jarre | 1:45     |  |
| 5.     | «Zig-Zag»                        | Jarre | 2:17     |  |
| 6.     | «Le Juge»                        | Jarre | 1:20     |  |
| 7.     | «Le Car · Le Chasse-Neige»       | Jarre | 1:28     |  |
| 8.     | «Thème De L'Argent»              | Jarre | 1:10     |  |
| 14:21  |                                  |       |          |  |

| Lado B |                                 |       |          |  |
| N.º    | Título                          | Autor | Duración |  |
| 9.     | «Rose»                          | Jarre | 2:17     |  |
| 10.    | «Hésitation»                    | Jarre | 1:02     |  |
| 11.    | «La Perquisition Et Le Paysans» | Jarre | 2:38     |  |
| 12.    | «Reconstitution»                | Jarre | 0:58     |  |
| 13.    | «Les Granges Brûlées»           | Jarre | 3:13     |  |
| 14.    | «Descente Au Village»           | Jarre | 0:30     |  |
| 15.    | «La Vérité»                     | Jarre | 0:58     |  |
| 16.    | «Générique»                     | Jarre | 2:42     |  |
| 14:18  |                                 |       |          |  |